# Semiespacio

El plano divide al espacio en dos regiones, cada una de ellas es un semiespacio.

Se denomina semiespacio, a cada una de las dos partes en que un espacio queda dividido por un plano contenido en él.
El concepto se aplica tanto en el ámbito de la geometría, como respecto a otros ámbitos de la matemáticas en los que existen conceptos de espacio y plano. 